# Románia a 2024. évi nyári olimpiai játékokon
Románia a franciaországi Párizsban megrendezett 2024. évi nyári olimpiai játékok egyik részt vevő nemzete volt. Az országot az olimpián 17 sportágban 96 sportoló képviselte, akik összesen 9 érmet szereztek.

## Birkózás
Férfi
Kötöttfogású
Női
Szabadfogású

## Cselgáncs
Férfi
| Versenyző | Versenyszám | 32-es főtábla                      | Nyolcaddöntő                      | Negyeddöntő       | Elődöntő          | Vigaszág elődöntő | Bronz- mérkőzés   | Döntő             | Helyezés |
| Versenyző | Versenyszám | Ellenfél Eredmény                  | Ellenfél Eredmény                 | Ellenfél Eredmény | Ellenfél Eredmény | Ellenfél Eredmény | Ellenfél Eredmény | Ellenfél Eredmény | Helyezés |
| --------- | ----------- | ---------------------------------- | --------------------------------- | ----------------- | ----------------- | ----------------- | ----------------- | ----------------- | -------- |
| Alex Creț | Középsúly   | Tóth Krisztián (HUN) · 10(1)–00(3) | Rafael Macedo (BRA) · 00(1)–10(2) | kiesett           | kiesett           | kiesett           | kiesett           | kiesett           | 9.       |

## Íjászat
Női
| Versenyző            | Versenyszám | Selejtező | Selejtező | 64-es főtábla                    | 32-es főtábla                       | Nyolcaddöntő                                | Negyeddöntő       | Elődöntő          | Döntő             | Helyezés |
| Versenyző            | Versenyszám | Pont      | Kiemelés  | Ellenfél Eredmény                | Ellenfél Eredmény                   | Ellenfél Eredmény                           | Ellenfél Eredmény | Ellenfél Eredmény | Ellenfél Eredmény | Helyezés |
| -------------------- | ----------- | --------- | --------- | -------------------------------- | ----------------------------------- | ------------------------------------------- | ----------------- | ----------------- | ----------------- | -------- |
| Mădălina Amăistroaie | Egyéni      | 637       | 47.       | Mikaella Moshe (ISR) (18.) · 7–1 | Chiara Rebagliati (ITA) (15.) · 7–3 | Nam Szuhjon (Nam Su-hyeon) (KOR) (2.) · 2–6 | kiesett           | kiesett           | kiesett           | 9.       |

## Kajak-kenu

### Gyorsasági
Férfi
| Versenyző                | Versenyszám       | Előfutam | Előfutam | Előfutam | Negyeddöntő | Negyeddöntő | Negyeddöntő | Elődöntő | Elődöntő | Elődöntő | Döntő | Döntő   | Döntő    | Helyezés |
| Versenyző                | Versenyszám       | Idő      | Hely.    | Össz.    | Idő         | Hely.       | Össz.       | Idő      | Hely.    | Össz.    | Típus | Idő     | Helyezés | Helyezés |
| ------------------------ | ----------------- | -------- | -------- | -------- | ----------- | ----------- | ----------- | -------- | -------- | -------- | ----- | ------- | -------- | -------- |
| Cătălin Chirilă          | Kenu egyes 1000 m | 3:44,75  | 1.       | 1.       | erőnyerő    | erőnyerő    | erőnyerő    | 3:45,78  | 5.       | 7.       | B     | 3:47,48 | 1.       | 9.       |
| Ilie Sprîncean Oleg Nuță | Kenu kettes 500 m | 1:40,84  | 5.       | 7.       | 1:40,00     | 2.          | 3.          | 1:43,42  | 5.       | 10.      | B     | 1:43,80 | 1.       | 9.       |

## Kerékpározás

### Hegyi-kerékpározás
| Versenyző         | Versenyszám        | Idő        | Helyezés |
| ----------------- | ------------------ | ---------- | -------- |
| Ede-Károly Molnár | Férfi terepverseny | lekörözték | 34.      |

## Ökölvívás
Női
| Versenyző           | Versenyszám | Selejtező         | Nyolcaddöntő                            | Negyeddöntő       | Elődöntő          | Döntő             | Helyezés |
| Versenyző           | Versenyszám | Ellenfél Eredmény | Ellenfél Eredmény                       | Ellenfél Eredmény | Ellenfél Eredmény | Ellenfél Eredmény | Helyezés |
| ------------------- | ----------- | ----------------- | --------------------------------------- | ----------------- | ----------------- | ----------------- | -------- |
| Lăcrămioara Perijoc | Harmatsúly  | erőnyerő          | Möngöntsetsegiin Enkhjargal (MGL) · 1–4 | kiesett           | kiesett           | kiesett           | 9.       |

## Tenisz
Női
| Versenyző                           | Versenyszám | 64-es főtábla                         | 32-es főtábla                                              | Nyolcaddöntő      | Negyeddöntő       | Elődöntő          | Bronz- mérkőzés   | Döntő             | Helyezés |
| Versenyző                           | Versenyszám | Ellenfél Eredmény                     | Ellenfél Eredmény                                          | Ellenfél Eredmény | Ellenfél Eredmény | Ellenfél Eredmény | Ellenfél Eredmény | Ellenfél Eredmény | Helyezés |
| ----------------------------------- | ----------- | ------------------------------------- | ---------------------------------------------------------- | ----------------- | ----------------- | ----------------- | ----------------- | ----------------- | -------- |
| Irina-Camelia Begu                  | Egyes       | Iga Świątek (POL) · 2–6, 5–7          | kiesett                                                    | kiesett           | kiesett           | kiesett           | kiesett           | kiesett           | 33.      |
| Ana Bogdan                          | Egyes       | Jasmine Paolini (ITA) · 5–7, 3–6      | kiesett                                                    | kiesett           | kiesett           | kiesett           | kiesett           | kiesett           | 33.      |
| Jaqueline Cristian                  | Egyes       | Caroline Garcia (FRA) · 5–7, 6–3, 6–4 | Angelique Kerber (GER) · 4–6, 6–3, 4–6                     | kiesett           | kiesett           | kiesett           | kiesett           | kiesett           | 17.      |
| Irina-Camelia Begu Monica Niculescu | Páros       |                                       | Tajvan (TPE) · Tsao Csea-ji · Hszie Su-vej · 6–7(2–7), 5–7 | kiesett           | kiesett           | kiesett           | kiesett           | kiesett           | 17.      |
| Ana Bogdan Jaqueline Cristian       | Páros       |                                       | Japán (JPN) · Aojama Súko · Sibahara Ena · 2–6, 3–6        | kiesett           | kiesett           | kiesett           | kiesett           | kiesett           | 17.      |

## Triatlon
Egyéni
| Versenyző      | Versenyszám | 1,5 km úszás | Depózás 1 | 40 km kerékpározás | Depózás 2 | 10 km futás | Összesítés | Összesítés |
| Versenyző      | Versenyszám | Idő          | Idő       | Idő                | Idő       | Idő         | Idő        | Helyezés   |
| -------------- | ----------- | ------------ | --------- | ------------------ | --------- | ----------- | ---------- | ---------- |
| Felix Duchampt | Férfi       | 23:05        | 0:50      | 56:35              | 0:30      | 35:00       | 1:56:00    | 50.        |

## Vívás
Női
| Versenyző          | Versenyszám | Selejtező         | 32-es főtábla           | Nyolcaddöntő             | Negyeddöntő       | Elődöntő          | Bronz- mérkőzés   | Döntő             | Helyezés |
| Versenyző          | Versenyszám | Ellenfél Eredmény | Ellenfél Eredmény       | Ellenfél Eredmény        | Ellenfél Eredmény | Ellenfél Eredmény | Ellenfél Eredmény | Ellenfél Eredmény | Helyezés |
| ------------------ | ----------- | ----------------- | ----------------------- | ------------------------ | ----------------- | ----------------- | ----------------- | ----------------- | -------- |
| Mălina Călugăreanu | Tőr, egyéni | erőnyerő          | Ueno Juka (JPN) · 15–13 | Alice Volpi (ITA) · 9–15 | kiesett           | kiesett           | kiesett           | kiesett           | 14.      |